# Moldavien i olympiska vinterspelen 2002
Moldavien deltog i olympiska vinterspelen 2002. Moldaviens trupp bestod av 5 idrottare varav 3 var män och 2 var kvinnor. Den äldsta idrottaren i Moldaviens trupp var Ion Bucsa (33 år, 347 dagar) och den yngsta var Mihail Gribuşencov (22 år, 13 dagar).

## Resultat

### Skidskytte
- 10 km sprint herrar
  - Mihail Gribuşencov - 83
- 20 km herrar
  - Mihail Gribuşencov - 84
- 7,5 km sprint damer
  - Valentina Ciurina - 51
- 10 km jaktstart
  - Valentina Ciurina - 48
- 15 km damer
  - Valentina Ciurina - 62

### Längdskidåkning
- 30 km herrar
  - Ion Bucsa - 67
- Sprint damer
  - Elena Gorohova - 55
- 15 km damer
  - Elena Gorohova - ?

### Rodel
- Singel herrar
  - Liviu Cepoi - 38